# 大夫監
大夫監（たゆうのげん）とは、源氏物語に登場する架空の人物。

## 概要
「大夫監」とはこの人物の官職に基づく呼称である。「大夫監」とは大宰府の判官であり、（大宰）大弐、（大宰）少弐に次ぐ三等官の（大宰）大監で通常は正六位下であるが特に従五位下に叙されたので「大夫監」と呼ばれる。肥後国の豪族であり、肥後国では名声もある、勢い盛んな武士の一族である。恐ろしい無骨者ではあるが好色な心も持っていて、多くの美女を集めて妻にしようと思っている人物である。年齢は30歳ほど（流布本である青表紙本の場合。河内本や別本では40歳ほど。）とされている。
この「大夫監」は、しばしば住吉物語の登場人物である主計頭との関連が指摘されている。

## 登場までの経緯
この大夫監は玉鬘への求婚者の一人として登場する。夕顔が光源氏との密会の途中で急死してしまったため、夕顔の乳母が残された夕顔の娘である玉鬘を養うことになった。その後乳母の夫が大宰少弐になったため、玉鬘も大宰少弐一家とともに九州に下向することになる。大宰少弐は任期を終えた後も京へ帰ることができず、しかもまもなく病気になって死んでしまう。大宰少弐が死んだとき、「何としても姫（玉鬘）を京の都に連れ帰るように」と言い残して死んだものの、残された者たちだけではどうすることも出来ずにずるずると九州に居続けることになる。
そのうちに大宰少弐の一家の中に「尊い血筋の美しい姫がいる」という噂が立ち、求婚者が殺到することになる。そのような中で夕顔の乳母（大宰少弐の妻）は、玉鬘を自分の孫という事にし、「体にひどい不具がある」という嘘の噂を流すことでほとんどの求婚者を躱すことが出来たが、この大夫監だけは「体にひどい不具があっても自分はその点を我慢することにして妻にしたい」といってあきらめなかった。その上大夫監は次男と三男も味方に付けてしまったためにどうしようもなくなり、夕顔の乳母（大宰少弐の妻）、長男の豊後介、玉鬘の三人で、豊後介が仕立てた早舟で京へ逃げ帰ることになる。

## 登場する巻
大夫監は直接には第22帖 玉鬘でのみ登場し、本文中では「大夫監」または「監」と表記されている。その後この人物は第25帖 蛍巻において回想の場面で思い出される。